# 何語蓉
何語蓉（1977年4月4日—），中華民國政治人物，小民參政歐巴桑聯盟秘書長、台灣親子共學教育促進會創會理事。曾為Hit FM聯播網DJ，女同志，出生於臺灣新北市。
大學時發現自己喜歡的是女生，向家人出櫃後在家人壓力下與男性結婚。婚後生下兩子，40歲離婚向孩子出櫃。致力於推動同性婚姻修法。2018年與台灣親子共學教育促進會成員組成「歐巴桑聯盟」，參選台中市北區市議員。

## 參與政治

### 組成歐巴桑聯盟與參選議員
2018年3月8日國際婦女節，北屯區的何語蓉與東南區李婉如、西屯區童葦翎、南屯區魏佩瑩、大里霧峰區薛安琪及總召張淑惠等親子共學團的媽媽，組成歐巴桑聯盟，宣布投入2018年台中市北屯區市議員選舉。後來改選北區。

### 參與青鳥行動
2024年參與青鳥行動，並在5月28日代表小民參政歐巴桑聯盟參與「小黨合進而擊，捍衛民主台灣」聯合記者會、以及「反國會濫權：社會對話行動」聯合記者會。6月21日，「拒絕民主倒退 警告中國國民黨」集會，由何語蓉主持「反對提高門檻 沒收人民罷免權」聯合記者會，並代表小民參政歐巴桑聯盟發言。7月9日，參與「反對核電延役，拒絕草率修法」集會，並與小民參政歐巴桑聯盟黨召集人林詩涵共同上台發言。2025年5月12日，代表小民參政歐巴桑聯盟參與「反對核電重啟，拒絕草率修法」集會及記者會。

## 選舉紀錄
| 年度 | 選舉屆數             | 選舉區           | 所屬政黨           | 得票數 | 得票率 | 當選標記 | 備註 |
| ---- | -------------------- | ---------------- | ------------------ | ------ | ------ | -------- | ---- |
| 2018 | 第三屆臺中市議員選舉 | 臺中市第九選舉區 | 無黨籍             | 5,008  | 6.72%  |          |      |
| 2022 | 第四屆新北市議員選舉 | 新北市第三選舉區 | 小民參政歐巴桑聯盟 | 4,631  | 2.54%  |          |      |

## 外部連結
- 何語蓉 Facebook （页面存档备份，存于）
- 歐巴桑聯盟官方網站（页面存档备份，存于）